# Poul Kjærgaard
Poul Ernst Kjærgaard (født 25. januar 1912 på Frederiksberg, død 21. oktober 1999) var en dansk arkitekt. Kjærgaard var professor i bygningskunst med byggeteknik som speciale ved Kunstakademiets Arkitektskole i København fra 1953 til 82.

## Liv og gerning
Kjærgaard var søn af maskinmester Kristen Kjærgaard og Anna Sofie Margrethe Lydom. Han blev født og opvoksede i de endnu eksisterende gule administrationsbygninger til slusen i Sydhavnen, hvor faderen var maskinmester.[kilde mangler]
Kjærgaard blev student fra Schneekloths Skole i 1930. Derefter blev han immatrikuleret ved Københavns Universitet, hvor han færdiggjorde filosofikum, inden han valgte arkitektgerningen og blev optaget på Kunstakademiets Arkitektskole. Her blev to af hans professorer, Kay Fisker og Steen Eiler Rasmussen, hurtigt opmærksomme på hans evner, og i en tiårig periode var han knyttet til deres tegnestuer. Kjærgaard blev i 1939 selv ansat som lærer ved Kunstakademiets Bygningsskole og arbejdede endvidere som forskningsleder ved Statens Byggeforskningsinstitut i årene 1947-53. 
Kjærgaard var gennem hele sit virke optaget af at finde løsninger på byggetekniske udfordringer og begyndte omkring 1940 udarbejdelsen af Byggebogen (med Arne Gaardmand, Grethe Meyer med flere), der blev et omfattende nyt og betydningsfuldt opslagsværk for praktiserende Arkitekter.

### Egen tegnestue
I 1945 åbnede Kjærgaard egen tegnestue og indledte i 1949 et samarbejde med arkitekten Niels Schou. Fra 1964 inddrog Kjærgaard flere af sine nærmeste medarbejdere (Ole Jung, Svend Limkilde, Bent Mortensen Jørgen Strunge og Pauli Wulff. Else Wulff og Hans Cramer-Petersen kom til senere) i Arkitektfirmaet Poul Kjærgaard, der også hed Poul Kjærgaard and Partners (PKP). Tegnestuen var den første danske tegnestue, der etablerede sig i Afrika med kontorer i både Øst- og Vestafrika.
Tegnestuens arbejder har gennem årene fortrinsvis ligget inden for områderne boligbebyggelser, administrationsbygninger, industribygninger og bygninger for uddannelse og forskning, bygninger som ofte er blevet realiseret efter konkurrence.
Blandt Kjærgaards mange byggerier bør særligt nævnes: Bikubens Hovedsæde i Silkegade i København, 1959; Byggeriets Real- og Kreditfond i Fredericiagade i København 1966-67; Hammerum Herreds Spare- og Lånekasse i Herning, 1965; Haustrup Fabrikkers Hovedsæde i Odense fra 1968; Vest forbrænding Glostrup, 1971; Statens Byggeforsknings institut i Hørsholm 1972; Arkitektfakultetet ved University of Nairobi i Kenya 1972; Kvaglundskolen, Esbjerg, 1973; Bryggergården, København, 1974; 1977, Håndværkerhøjskolen, Bispebjerg Parkallé i København, 1977; Gullandsgården, København 1980, blandt tegnestuens bedste arbejder.

## Ansættelser og hverv
Kjærgaard blev ansat på Kay Fiskers tegnestue i 1935 og senere hos Steen Eiler Rasmussen og var igennem ti år knyttet til deres tegnestuer. Han blev i 1939 ansat som lærer på Arkitektskolen, var fra 1950 til 1955 leder af Forskolen og blev i 1953 udnævnt til professor i Bygningskunst med Byggeteknik som speciale. Han var forskningsleder ved Statens Byggeforskningsinstitut 1947-53, ophavsmand til udarbejdelsen af Byggebogen og dens redaktør 1948-72.

## Firma
Han havde selvstændige arkitektopgaver fra 1942 og egen tegnestue fra 1945, fra 1964 et interessentskab med fem partnere og fra 1975 Poul Kjærgaard A/S. Tegnestuen var i en årrække en af landets største.
Tegnestuen oprettede under navnet Poul Kjærgaard and Partners (PKP) arkitektkontorer i Kenya 1966-88, i Liberia 1974-85 og i 1985 i Gambia.

## Bygningsværker

### Medvirkede underKay Fiskertil
- Vestersøhus I, Vester Søgade/Gyldenløvesgade, København (1935, fredet)
- Indretning og møbler mm. til en række ruteskibe: M/S Hammershus, M/S Kronprins Olav m.fl.

### Medvirkede underSteen Eiler Rasmussentil
- Ombygning af Skibet på Hornbækhus i Hornbæk (1943)

### Egne værker
- Enfamiliehus, Jægersborg Allé 144, Gentofte (1942)
- Tårnbyparken, etageboliger, Kastrup (1955, med Niels Schou)[3]
- Sparekassen Bikuben, Silkegade, København (1959, præmieret af Københavns Kommune)
- Hammerum Herreds Spare- og Lånekasse, Herning (1965, sammen med Finn Gaardboe)
- Administrationsbygning for Byggeriets Realkreditinstitut, Fredericiagade 27, København (1966-67, 1. præmieprojekt i 1963)
- Administrationsbygning for Haustrups Fabrikker, Odense (1967-68, 1. præmieprojekt i 1963)
- Vestforbrænding, Glostrup (1970, præmieret byggeri)[4]
- Frederiksborgs Amts Sparekasse, Hillerød (1968-69, 1. præmieprojekt i 1964)
- Kollekolle kursuscenter, Værløse (1972)
- Statens Byggeforskningsinstitut, Hørsholm (1972-73, præmieret byggeri)
- Kvaglundskolen i Esbjerg (1972-73 efter 1. præmieprojektet fra 1970)[5]
- Bryggergården, boligbebyggelse med svømmehal, institutioner m.m., Vesterbro, København (1974-75, præmieret af Københavns Kommune)[6]
- Parkvejsskolen, Birkerød (1975)
- Håndværkerskolen, Bispebjerg Parkallé, København (1975-77)
- Havdrup Vest, Solrød (1978)
- Gullandsgården, boligbebyggelse, København (1980, præmieret af Københavns Kommune)
- Lundtoftegården, Nørrebro, København
- Forslag til byfornyelse på Nørrebro, København (1981)
- Istandsættelse af Martin Nyrops og Andreas Bentsens øvelseshus ved Vallekilde Højskole (1982-84)

#### I Kenya
- Campus Planning for University College Nairobi, Nairobi
- Faculty of Architecture, Design and Development, Nairobi (1972), præmieret byggeri
- Correspondence Course Unit, Kikuyu (1971)
- Kisumu Industrial Training Centre, Kenya (1973)

#### I Tanzania
- Faculty of Agriculture, Morogoro, Tanzania

#### I Liberia
- College of Agriculture and Forestry, Fendell, Liberia
- Zwedru multilateral high school, Voinjama, Lofa county, Liberia (1978)

### Konkurrencer
- 1. præmie 1941 i arkitektkonkurrence om et nyt Fisketorv med et markant højhus ved Langebro, København
- 1. præmie 1949 i international arkitektkonkurrence om et nyt Crystal Palace i London sammen med Peter Bredsdorff, Philip Arctander, Ejnar Borg og Niels Schou
- 2. præmie 1961 i konkurrence om udformningen af Nationalbankens nye bygning ved Holmens Kanal i København sammen med Kay Fisker

## Rejser og udlandsophold
Studieophold i Europa og længerevarende studieophold i USA, 1948, diverse rejser i Østafrika (Kenya, Uganda, og Tanzania) i 1960-70erne.

## Stipendier og udmærkelser
- 1943: C.F. Hansens opmuntringspræmie
- 1947: Kaufmanns Legat
- 1951: Kunstakademiets rejsestipendium
- 1960: Eckersberg Medaillen
- 1963: Medlem af Akademiet for de tekniske Videnskaber
- 1982: Æresmedlem af Det Kongelige Akademi for de Skønne Kunster